# Lae
Lae (negdje i Lai), atol od 17 otočića u sastavu Maršalovih Otoka, dio lanca Ralik.

## Zemljopis
Nalazi se 47 km istočno od Ujaea i 74 km zapadno od Kwajaleina. Laguna površine 17,66 km2 s oceanom je povezna putem prolaza na zapadnoj strani atola.

## Stanovništvo
| broj stanovnika | 165   | 131   | 154   | 237   | 319   | 322   |
|                 | 1958. | 1967. | 1973. | 1980. | 1988. | 1999. |